# ト一屋
株式会社ト一屋（トいちや）は、山形県酒田市に本部を置く、食料品を主体としたチェーン方式のスーパーマーケットト一屋を運営する企業である。企業名および店名の「ト一屋」の「一」は、長音符の「ー」ではなく漢数字の「一」である。
CGCグループに加盟している。

## 沿革
- 1948年（昭和23年）
  - 3月 - 創業。
  - 9月 - 設立。
- 1957年（昭和32年）
  - 3月 - セルフサービス式の導入を開始[1]。
  - 10月 - 全店舗のセルフサービス式への転換が完了[1]。
- 1967年（昭和42年）
  - 4月15日 - 千石町店開店[2]。
  - 12月19日 - 給人町店開店[2]。
- 1968年（昭和43年）5月8日 - 住吉町店開店[2]。
- 1970年（昭和45年）12月5日 - 新町店開店[2]。
- 2017年（平成29年）12月8日 - とくし丸と提携し移動スーパー事業に参入[3]。
- 2025年（令和7年）4月18日 - いろは蔵パーク店開店[4]。

## 店舗
店舗は全て酒田市内に所在する。

### 過去に存在した店舗
- 中町店（酒田市中町2-4-18[6]、1948年（昭和23年）3月12日開店[2][7] - 2023年（令和5年）1月31日閉店[7][8]）
売場面積705m2[6]。
- 今町店（酒田市今町5-35[6]、1958年（昭和33年）4月13日開店[6] - 2001年（平成13年）3月閉店[9]）
売場面積220m2[10]。
- 緑町店（酒田市緑町19-28[11]、1969年（昭和44年）7月9日開店[11] - 2017年（平成29年）1月閉店[9]）
売場面積396m2[11]。
- 新井田町店（1960年（昭和35年）開店[9] - 2013年（平成25年）6月閉店[9]）

- 余目サービスステーション（東田川郡余目町大字余目宮沢田145[12]、1962年（昭和37年）開店[12]、?閉店）
売場面積59m2[12]
- 観音寺サービスステーション（飽海郡八幡町[12]、1962年（昭和37年）開店[12]、?閉店）
売場面積50m2[12]